# Night Fever
"Night Fever" é uma canção disco de 1978, composta e gravada pelos Bee Gees. Apareceu pela primeira vez na trilha sonora do filme Saturday Night Fever (no Brasil, Os Embalos de Sábado à Noite). 
"Night Fever" ficou na primeira posição da parada Billboard Hot 100 por mais de dois meses em 1978. Também substituiu a canção "Love Is Thicker Than Water", de Andy Gibb, e foi substituída na posição por "If I Can't Have You", de Yvonne Elliman — todas compostas e produzidas pelos irmãos Gibb.
Além de Saturday Night Fever, a canção também fez parte do filme Mystery Mene de sua trilha sonora.
A canção ocupa a 33ª posição na lista das 100 melhores canções de todos os tempos Billboard's All Time Top 100) da revista americana Billboard.
Foi a música mais tocada nas rádios brasileiras em 1978.